# Філіпп I Філадельф
Філіпп I Філадельф Епіфан (дав.-гр. Φίλιππος Α' Φιλάδελφος Ἐπιφανής) — басилевс Держави Селевкідів у 95 до н. е.—83 до н. е..

## Життєпис
Походив з династії Селевкідів. Син Антіоха VIII, царя Сирії, та Клеопатри Трифени.
У 96 до н. е., після загибелі батька, допомагав братові царю Селевку VI боротися із Антіохом IX та Антіохом X. Філіпп зумів закріпити у м. Берої, звідки повів війну проти Антіоха X.
У 92 до н. е. зумів захопити Антіохію, проте війна тривала з Антіохом Евсебом.
У 89 до н. е., Філіпп I запросив на допомогу Мітрідата II, царя Парфії. Останній зумів перемогти Антіоха X.
В подальшому Філліп I спирався на підтримку парфян: у 88 році до н. е. був переможений брат-суперник Деметрій III.
У 87 до н. е. проти Філіппа I виступив інший брат Антіох XII Діоніс, який захопив Дамаск.
У 83 до н. е. Філіпп скористався походом Антіоха XII проти набатеїв, щоб захопити Дамаск. Того ж року до Сирії вдерся Тигран II, цар Великої Вірменії, який захопив усі володіння Селевкідів. Філіпп I намагався тікати до набатеїв, загинув у 75 до н. е. за нез'ясованих обставин.

## Родина
- Філіпп II Філоромей